# Pedrá
Pedrá es el título del quinto álbum de estudio de la banda de rock española Extremoduro, grabado en agosto de 1993 y publicado por DRO el 17 de febrero de 1995. Su distribución se hizo en los formatos de CD y casete.
La intención inicial fue que el proyecto fuera una banda independiente de Extremoduro, por lo que no se trata realmente de un disco del grupo como tal, sino de más bien una obra colectiva del líder, vocalista y guitarrista Robe Iniesta con diversos colaboradores y amigos procedentes de otras bandas. El grupo estaba formado por Iñaki Antón «Uoho» de Platero y Tú a la otra guitarra, además de teclados, percusión y trombón de varas; Dieguillo (Quemando Ruedas, Cicatriz, Antisocial) al bajo; Gary de Quattro Clavos a la batería y Selu de Reincidentes con su saxofón. Sin embargo, no les fue permitido publicarlo como un trabajo de La Pedrá tal como pretendían, con lo que finalmente vio la luz como un disco más de Extremoduro.
Su lanzamiento fue retrasado dos años desde su grabación en 1993, entre otras cosas debido a que, dado su carácter experimental, ninguna discográfica accedió a publicárselo. Finalmente fue DRO, con quien ya habían lanzado dos trabajos, la que lo hizo; pero siempre con la condición de que fuera un disco más de Extremoduro. Realmente se trata de una obra muy fuera de lo común: contiene una sola canción, titulada de igual modo que el álbum y el proyecto, con una duración de veintinueve minutos y medio. El tema sufre diversos cambios de ritmo durante su ejecución, y realmente podría dividirse en multitud de temas distintos. Además, se usa una instrumentación muy variada, lejos de la habitual en los demás discos de Extremoduro.
Es notable destacar que posteriormente, Robe, Uoho, Fito Cabrales y Manolo Chinato formaron Extrechinato y Tú, otro grupo paralelo junto a otros músicos (entre ellos Javier Alzola (saxofonista de Fito y Fitipaldis y anteriormente de Platero y Tú) que, aunque bastante distinto a muchos niveles, partía con la misma intención original de La Pedrá, aunque esta vez consiguieron «independizarlo» con éxito de la discografía de Extremoduro.

## Lista de canciones
| N.º | Título  | Escritor(es)    | Duración |  |
| 1.  | «Pedrá» | Roberto Iniesta | 29:28    |  |

## Personal
Pedrá
- Roberto «Robe» Iniesta (Extremoduro) – Voz, guitarra y coros
- Iñaki Antón «Uoho» (Platero y Tú) – Guitarra, teclados, percusión, trombón de varas y productor artístico
- José Luis Nieto «Selu» (ex-Reincidentes) – Saxofón y cante jondo
- Gary (Quattro Clavos) – Batería
- Diego Garay «Dieguillo» – Bajo

Personal adicional
- Fito Cabrales (Platero y Tú) – Guitarra flamenca
- Ramone (Capitán Kavernícola) – Voz